# Stenoserica freudei
Stenoserica freudei är en skalbaggsart som beskrevs av Frey 1970. Stenoserica freudei ingår i släktet Stenoserica och familjen Melolonthidae. Inga underarter finns listade i Catalogue of Life.